# Temporada 2019 del GT-CER
La Temporada 2019 del GT-CER incluye las temporadas 2019 del Campeonato de España de GT y del Campeonato de España de Resistencia. Con la aparición del Racing Weekend, la mayoría de las rondas de esta temporada se disputan junto con el Campeonato de España de Turismos y el Campeonato de España de F4, para diferenciar la nomenclatura del CET, se invierten las siglas, quedando como GT-CER en lugar de CER-GT. Esta temporada la sexta división de Turismos (D6) pasa a llamarse Open Michelin.

## Cuadro de honor
| Campeonato de España de GT    | Campeonato de España de GT | Campeonato de España de GT |
| ----------------------------- | -------------------------- | -------------------------- |
| Kosta Kanaroglou Mosler MT900 |                            |                            |
| GT Clase 1                    | GT Clase 2                 | GT Clase 3                 |
| Kosta Kanaroglou              | Albert Estragués           | David Serban               |

| CER Clase 1              | CER Clase 1              | CER Clase 2              | CER Clase 2                  | CER Clase 3                                      | CER Clase 3                                      |
| ------------------------ | ------------------------ | ------------------------ | ---------------------------- | ------------------------------------------------ | ------------------------------------------------ |
| Alba Cano CUPRA León TCR | Alba Cano CUPRA León TCR | Iván Velasco Peugeot RCZ | Iván Velasco Peugeot RCZ     | Hector Hernández & Borja Hormigos Mini Challenge | Hector Hernández & Borja Hormigos Mini Challenge |
| Trofeo TCR CER           | División 2               | División 3               | División 4                   | División 5                                       | Open Michelin                                    |
| Alba Cano                | Pierre Arraou            | Iván Velasco             | Antonio Aguado Javier Aguado | Hector Hernández Borja Hormigos                  | José A. Chicoy                                   |

## Calendario
| Ronda | Duración | Circuito               | Fecha        |
| ----- | -------- | ---------------------- | ------------ |
| 1     | 48' +1v. | Circuito de Navarra    | 6 de abril   |
| 1     | 48' +1v. | Circuito de Navarra    | 7 de abril   |
| 2     | 48' +1v. | Motorland Aragón       | 25 de mayo   |
| 2     | 48' +1v. | Motorland Aragón       | 26 de mayo   |
| 3     | 48' +1v. | Circuito Ricardo Tormo | 22 junio     |
| 3     | 48' +1v. | Circuito Ricardo Tormo | 23 junio     |
| 4     | 48' +1v. | Circuito del Jarama    | 12 octubre   |
| 4     | 48' +1v. | Circuito del Jarama    | 13 octubre   |
| 5     | 2h       | Circuito de Cataluña   | 10 noviembre |

## Campeonato de España de GT
| Pos                               | Piloto                             | Escudería              | Coche                  | Cat. | NAV | NAV | ARA | ARA | CRT | CRT | JAR | JAR | CAT | Retención  | Pts       |
| --------------------------------- | ---------------------------------- | ---------------------- | ---------------------- | ---- | --- | --- | --- | --- | --- | --- | --- | --- | --- | ---------- | --------- |
| 1                                 | Kosta Kanaroglou                   | E2P Escuela de Pilotos | Mosler MT900           | C1   | 2   | 2   | 1   | 1   | 3   | 3   | 2   | 2   | 3   | (332 - 32) | 300       |
| 2                                 | Josep Mayola                       | Pcr Sport              | Ferrari 458            | C1   | 3   | 8   | 3   | Ret | DSQ | 1   | 1   | 6   | 2   |            | 218       |
| 3                                 | Roald Goethe Benji Goethe          | Grand Prix Extrem GT   | Renault RS01           | C1   | 1   | 1   |     |     | 1   | 2   |     |     | 1   |            | 208       |
| 4                                 | Francesc Gutiérrez                 | Pcr Sport              | Ferrari 458            | C1   | 3   | 8   |     |     | DSQ | 1   | 1   | 6   | 2   |            | 186       |
| 5                                 | David Serban                       | Willi Motorsport       | Audi R8 GT4            | C3   | 6   | 3   | 11  | 7   | 5   | 8   |     |     | 7   | (181 - 5)  | 176       |
| 6                                 | Albert Estragues                   | NM Racing Team         | Transam Euro           | C2   | 10  | 9   | 5   | 5   | 8   | 6   | Ret | 1   | 4   |            | 156       |
| 7                                 | Luis López Álvaro Rodríguez        | RAC Circuito Guadalope | Porsche 911 GT3 Cup    | C2   |     |     | Ret | 3   | 4   | 5   | 7   | 3   | 5   |            | 154       |
| 8                                 | Ismael Cabezas                     | NM Racing Team         | Transam Euro           | C2   |     |     | 5   | 5   | 8   | 6   | Ret | 1   | 4   |            | 142       |
| 9                                 | Maxime Guillemat Alberto de Martín | NM Racing Team         | Ginetta G55 GT4        | C3   | 5   | 4   | 9   | 6   | 7   | 10  | 5   | 8   | 8   | 136        | (142 - 6) |
| 10                                | Philippe Gruau                     |                        | Vortex V8              | C1   | 4   | Ret | 2   | Ret | DNS | DNS | 6   | DNS |     |            | 77        |
| 11                                | Pablo Yeregui Daniel Carretero     | Escudería Lagun-Artea  | Ginetta G55 GT4        | C3   | 8   | 6   | 8   | 8   | 6   | 7   | Ret |     |     |            | 76        |
| 12                                | Emmanuel Rigui                     |                        | Maserati Trofeo MC GT4 | C3   | 11  | 5   | 12  | Ret | Ret | 9   | 8   | 7   | DSQ |            | 61        |
| 13                                | Jesús Díez Villarroel Iván Velasco | VSR Motorsport         | Dodge Viper Comp.      | C3   |     |     |     |     | 2   | 4   |     |     |     |            | 60        |
| 14                                | Jorge Ramírez                      | Deyscom Sport          | Porsche 997 GT3 Cup    | C2   |     |     | 4   | 4   |     |     |     |     |     |            | 48        |
| 15                                | Miguel Fernández José Martínez     |                        | KTM X-Bow              | C2   |     |     |     |     |     |     | 4   | 5   |     |            | 44        |
| 16                                | Javier Morcillo Manuel Cintrano    | E2P Escuela de Pilotos | Mosler MT900           | C1   |     |     | 10  | 2   |     |     |     |     |     |            | 42        |
| 17                                | Arnaud Gomez                       |                        | Vortex V8              | C1   |     |     | 2   | Ret |     |     |     |     |     |            | 36        |
| 18                                | Miguel Fernández José Martínez     | 2TYM Racing            | KTM X-Bow GT4          | C3   | 7   | Ret | 7   | Ret |     |     |     |     |     |            | 28        |
| 19                                | Thomas Cordelier                   |                        | Maserati Trofeo MC GT4 | C3   | 11  | 5   |     |     |     |     |     |     |     |            | 25        |
| 20                                | Philipe Bonnel                     |                        | Maserati Trofeo MC GT4 | C3   |     |     |     |     |     |     | 8   | 7   |     |            | 25        |
| 21                                | Jon Aizpurua                       | Virage Racing Academy  | Porsche 997 GT3 Cup    | C2   | 9   | 7   |     |     |     |     |     |     |     |            | 22        |
| 21                                | Jon Aizpurua                       | NM Racing Team         | Porsche 997 GT3 Cup    | C2   |     |     | WD  | WD  |     |     |     |     |     |            | 22        |
| 22                                | Óscar Olivas                       | Deyscom Sport          | Porsche 997 GT3 Cup    | C2   |     |     | 6   | Ret |     |     |     |     |     |            | 16        |
| 23                                | Stefano Bozzoni                    | NM Racing Team         | Transam Euro           | C3   | 10  | 9   |     |     |     |     |     |     |     |            | 14        |
| 24                                | Olivier Gomez                      |                        | Maserati Trofeo MC GT4 | C3   |     |     |     |     | Ret | 9   |     |     |     |            | 8         |
| 25                                | Eric Graillard                     |                        | Maserati Trofeo MC GT4 | C3   |     |     | 12  | Ret |     |     |     |     |     |            | 4         |
| NC                                | Karen Gaillard                     |                        | Maserati Trofeo MC GT4 | C3   |     |     |     |     |     |     |     |     | DSQ |            | 0         |
| no aptos para puntuar ni bloquear |                                    |                        |                        |      |     |     |     |     |     |     |     |     |     |            |           |
|                                   | Arnaud Gomez Olivier Gomez         |                        | Vortex Light           | C2   |     |     |     |     |     |     |     |     | 6   |            |           |

| Color     | Resultado                                                               |
| --------- | ----------------------------------------------------------------------- |
| Oro       | Ganador                                                                 |
| Plata     | 2.ª plaza                                                               |
| Bronce    | 3.ª plaza                                                               |
| Verde     | Finalizó en los puntos                                                  |
| Azul      | Finalizó sin puntos                                                     |
| Azul      | NC - No clasificado                                                     |
| Violeta   | Ret - No terminó (Carrera)                                              |
| Rojo      | DNQ - No se clasificó                                                   |
| Negro     | DSQ - Descalificado                                                     |
| Blanco    | DNS - No empezó (carrera)                                               |
| Blanco    | WD - Retirado (fin de semana)                                           |
| Blanco    | C - Carrera cancelada                                                   |
| Sin color | DNP - Inscrito pero no participó                                        |
| Sin color | INJ - Lesionado                                                         |
| Sin color | EX - Excluido                                                           |
| Estado    | Resultado                                                               |
| Negrita   | Pole position                                                           |
| Cursiva   | Vuelta rápida                                                           |
| †         | Abandona, pero clasifica al completar el porcentaje requerido para ello |

## Campeonato de España de Resistencia
Clase 1
| Pos                                                   | Piloto                             | Escudería            | Coche                   | NAV                  | NAV                  | ARA                  | ARA                  | CRT                  | CRT                  | JAR                  | JAR                  | CAT                  | Retención            | Pts                  |                      |                      |
| Trofeo de España TCR                                  | Trofeo de España TCR               | Trofeo de España TCR | Trofeo de España TCR    | Trofeo de España TCR | Trofeo de España TCR | Trofeo de España TCR | Trofeo de España TCR | Trofeo de España TCR | Trofeo de España TCR | Trofeo de España TCR | Trofeo de España TCR | Trofeo de España TCR | Trofeo de España TCR | Trofeo de España TCR | Trofeo de España TCR | Trofeo de España TCR |
| ----------------------------------------------------- | ---------------------------------- | -------------------- | ----------------------- | -------------------- | -------------------- | -------------------- | -------------------- | -------------------- | -------------------- | -------------------- | -------------------- | -------------------- | -------------------- | -------------------- | -------------------- | -------------------- |
| Artículo principal: Anexo:Temporadas del TCR CER#2019 |                                    |                      |                         |                      |                      |                      |                      |                      |                      |                      |                      |                      |                      |                      |                      |                      |
| D2                                                    |                                    |                      |                         |                      |                      |                      |                      |                      |                      |                      |                      |                      |                      |                      |                      |                      |
| 1                                                     | Pierre Arraou                      |                      | Peugeot 308 Racing Cup  | 3                    | 2                    | 2                    | 3                    | 3                    | 2                    | 1                    | 1                    | 2                    | (246 - 22,4)         | 223,6                |                      |                      |
| 2                                                     | Eduardo Lázaro                     | RC2 Junior Team      | Seat León Supercopa MK2 |                      |                      | 1                    | 1                    | 2                    | 3                    | Ret                  | 2                    | 1                    |                      | 165,2                |                      |                      |
| 3                                                     | Frédéric Billon Thierry Malassagne |                      | Peugeot 308 Racing Cup  | 2                    | 3                    |                      |                      | 1                    | 1                    |                      |                      |                      |                      | 117,2                |                      |                      |
| 3                                                     | Andoni Parron                      | A+GAS Kirol Kluba    | Peugeot 308 Racing Cup  | 1                    | 4                    |                      |                      |                      |                      |                      |                      |                      |                      | 57,6                 |                      |                      |
| 5                                                     | Samu Pineda                        |                      |                         |                      |                      |                      |                      |                      |                      | 1                    | 1                    |                      |                      | 56                   |                      |                      |
| 6                                                     | Busian Fontan Víctor Pico          | Club Jarama Sport    | Peugeot 308 Racing Cup  |                      |                      | 3                    | 2                    |                      |                      |                      |                      |                      |                      | 47,6                 |                      |                      |
| 7                                                     | Mateo Herrero Theo Nouet           |                      | Alpine A110 Cup         | Ret                  | 1                    |                      |                      |                      |                      |                      |                      |                      |                      | 36                   |                      |                      |
| 8                                                     | Luis F. Pérez Nico Abella          | Chefo Sport          | Peugeot 308 Racing Cup  |                      |                      |                      |                      |                      |                      | Ret                  | Ret                  |                      |                      | 0                    |                      |                      |

Clase 2
| Pos | Piloto                               | Escudería              | Coche               | NAV | NAV | ARA | ARA | CRT | CRT | JAR | JAR | CAT | Retención    | Pts   |    |    |
| D3  | D3                                   | D3                     | D3                  | D3  | D3  | D3  | D3  | D3  | D3  | D3  | D3  | D3  | D3           | D3    | D3 | D3 |
| --- | ------------------------------------ | ---------------------- | ------------------- | --- | --- | --- | --- | --- | --- | --- | --- | --- | ------------ | ----- | -- | -- |
| 1   | Ivan Velasco                         | VSR Motorsport         | Peugeot RCZ         | 6   | 1   | 1   | 3   | 4   | 4   | 4   | 1   | 1   | (286,8 - 16) | 270,8 |    |    |
| 2   | Antonio Sainero Álvaro Bajo          | E2P Escuela de pilotos | Peugeot RCZ         | 1   | 4   | 3   | 5   | 1   | 3   | 1   | 2   | Ret |              | 264   |    |    |
| 3   | Gabriel Alonso                       | Chefo Sport            | Peugeot RCZ         | 7   | 2   | 4   | 2   | 5   | 1   | 2   | 4   | 2   | (273,2 - 14) | 259,2 |    |    |
| 4   | Antonio Castillo                     | VSR Motorsport         | Peugeot RCZ         | 6   | 1   | 1   | 3   |     |     | 4   | 1   | 1   |              | 238,8 |    |    |
| 5   | Mariano Alonso                       | Chefo Sport            | Peugeot RCZ         | 7   | 2   | 4   | 2   |     |     | 2   | 4   | 2   |              | 213,2 |    |    |
| 6   | Laurent Puitgmal                     |                        | Peugeot RCZ         | 3   | Ret | 7   | 1   | 3   | 2   | 3   | 5   | Ret |              | 206   |    |    |
| 7   | Moisés Ruiz                          | SMC Junior             | Peugeot RCZ         | 4   | 3   | 6   | 6   | 6   | DNS | Ret | 3   |     |              | 136   |    |    |
| 8   | Alfonso Colomina Jesús Díez          | SMC Junior             | Peugeot RCZ         | 2   | 6   | 2   | 4   |     |     |     |     |     |              | 112   |    |    |
| 9   | Sergi Morera                         | SMC Junior             | Peugeot RCZ         | 4   | 3   | 6   | 6   | 6   | DNS |     |     |     |              | 104   |    |    |
| 10  | Angelo Ciacci                        | Lurauto                | BMW M235I Racing    | 5   | 5   | 5   | DNS | 2   | Ret |     |     |     |              | 96    |    |    |
| 11  | Igor Urien                           | Chefo Sport            | Peugeot RCZ         |     |     |     |     | 5   | 1   |     |     |     |              | 60    |    |    |
| 12  | Alejandro Castillo                   | VSR Motorsport         | Peugeot RCZ         |     |     |     |     | 4   | 4   |     |     |     |              | 48    |    |    |
| 13  | J Espinosa                           | Lurauto                | BMW M235I Racing    |     |     |     |     | 2   | Ret |     |     |     |              | 36    |    |    |
| D4  |                                      |                        |                     |     |     |     |     |     |     |     |     |     |              |       |    |    |
| 1   | Antonio Aguado Javier Aguado         | VSR Motorsport         | Renault Clio Cup IV | 3   | 8   | 4   | 2   | 3   | 2   | 9   | 4   | 3   | (246 - 8)    | 238   |    |    |
| 2   | José Luis Cejudo Marc Cejudo         | Motors Club Sabadell   | Renault Clio Cup IV | 1   | 3   | 2   | 10  | 4   | Ret | 3   | 6   | 4   |              | 222   |    |    |
| 3   | José Ant. Rueda                      | SMC Junior             | Renault Clio Cup IV | 2   | 6   | 1   | 6   |     |     | 5   | 2   | 2   |              | 212   |    |    |
| =   | Rafael Rodríguez                     | SMC Junior             | Renault Clio Cup IV | 2   | 6   |     |     | 1   | 6   | 5   | 2   | 2   |              | 212   |    |    |
| 4   | Ángel Santos                         | Chefo Sport            | Renault Clio Cup IV | 6   | 2   | 3   | 4   | Ret | Ret | 6   | 1   | 5   |              | 196   |    |    |
| 5   | Felipe Fernández                     | RC2 Junior Team        | Renault Clio Cup IV | 5   | 4   | 9   | 8   | 2   | 4   | 7   | 7   | 1   |              | 194   |    |    |
| 6   | Rubén Fernández                      | RC2 Junior Team        | Renault Clio Cup IV | 5   | 4   | 9   | 8   | 2   | 4   |     |     | 1   |              | 174   |    |    |
| 7   | Henk Van Zoest                       | Skualo Competición     | Renault Clio Cup IV | 7   | Ret | 5   | 3   | 8   | 1   | Ret | 3   | Ret |              | 148   |    |    |
| 8   | Iván Hernández                       | Chefo Sport            | Renault Clio Cup IV | Ret | 5   | 10  | 5   | 7   | 5   | 1   | 5   |     |              | 140   |    |    |
| 9   | Fran Pérez                           | CDE Última Vuelta      | Peugeot 207P        | 9   | 1   | Ret | 1   | 6   | 7   | 8   | Ret |     |              | 128   |    |    |
| 10  | José Luis López Álvaro Rodríguez     | CD Plemar Sport        | Renault Clio Cup IV | 8   | Ret | 7   | 7   | 5   | 3   | 4   | 8   |     |              | 124   |    |    |
| 11  | Bruno Méndez                         | Chefo Sport            | Renault Clio Cup IV |     |     | 3   | 4   | Ret | Ret | 6   | 1   |     |              | 112   |    |    |
| 12  | Nico Abella                          | Chefo Sport            | Renault Clio Cup IV | 6   | 2   |     |     |     |     |     |     | 5   |              | 84    |    |    |
| 13  | Gonzalo Cabañas                      | Chefo Sport            | Renault Clio Cup IV | Ret | 5   | 10  | 5   | 7   | 5   |     |     |     |              | 80    |    |    |
| 14  | Víctor Fernández                     | RC2 Junior Team        | Renault Clio Cup IV |     |     |     |     |     |     | 7   | 7   | 6   |              | 56    |    |    |
| 15  | I. Moreno de Cala                    | SMC Junior             | Renault Clio Cup IV |     |     | 8   | Ret |     |     | 2   | 9   |     |              | 54    |    |    |
| 16  | Mathieu Lannepoudenx Clément Guillot |                        | Renault Clio Cup IV | 4   | 7   |     |     |     |     |     |     |     |              | 38    |    |    |
| 17  | Iñaki Beguiristain                   | CDE Última Vuelta      | Peugeot 207P        |     |     |     |     | 6   | 7   |     |     |     |              | 30    |    |    |
| 18  | Julio Carayol                        | Motor Club Sabadell    | Renault Clio Cup IV |     |     | 6   | 9   |     |     |     |     |     |              | 24    |    |    |
| 19  | A. García                            | SMC Junior             | Renault Clio Cup IV |     |     | 8   | Ret |     |     |     |     |     |              | 10    |    |    |
| 20  | A Miranda                            | Perfil Bajo CE         | BMW M3              |     |     |     |     | Ret |     |     |     |     |              | 0     |    |    |

Clase 3
| Pos                                       | Piloto                               | Escudería              | Coche                | NAV | NAV | ARA | ARA | CRT | CRT | JAR | JAR | CAT | Retención      | Pts   |    |    |
| D5                                        | D5                                   | D5                     | D5                   | D5  | D5  | D5  | D5  | D5  | D5  | D5  | D5  | D5  | D5             | D5    | D5 | D5 |
| ----------------------------------------- | ------------------------------------ | ---------------------- | -------------------- | --- | --- | --- | --- | --- | --- | --- | --- | --- | -------------- | ----- | -- | -- |
| 1                                         | Héctor Hernández Borja Hormigos      | CDE Última Vuelta      | Mini Challenge       | 1   | 2   | 1   | 2   | 2   | 1   | 2   | 1   | 1   | (312,4 - 25,2) | 287,2 |    |    |
| 2                                         | Israel De Ana                        |                        | Peugeot 207          | Ret | 1   | 3   | Ret | 3   | 2   | 1   | 2   |     |                | 204   |    |    |
| 3                                         | Henri Pellefigue Edouard Atkatian    |                        | Renault Spider       |     |     | 4   | 3   | 1   | 3   | 4   | 3   |     |                | 184   |    |    |
| 4                                         | Vicente G. Vallés                    |                        | Ford Fiesta 1.6      |     |     | 2   | 1   | 5   | 4   | 3   | 4   | Ret |                | 176   |    |    |
| 5                                         | Juan Campos                          | Peña Autocross Arteixo | Renault Clio Cup III | 2   | Ret | 5   | 4   |     |     | 5   | 5   |     |                | 109,2 |    |    |
| 6                                         | Mario A. Moreno                      | SMC Junior             | Renault Clio Cup IV  |     |     |     |     | 4   | 5   |     |     |     |                | 44    |    |    |
| Open Michelin (D6)                        |                                      |                        |                      |     |     |     |     |     |     |     |     |     |                |       |    |    |
| 1                                         | José A. Chicoy                       | Desguaces La Torre     | Ford Fiesta ST Line  | Ret | Ret | Ret | 2   | Ret | 1   | 2   | 3   | 1   |                | 190,8 |    |    |
| 2                                         | Rubén Sabater                        | Desguaces La Torre     | Ford Fiesta ST Line  |     |     | Ret | 1   | 4   | Ret | 1   | 4   | 4   |                | 160,4 |    |    |
| 3                                         | Ángel Lafuente                       | Desguaces La Torre     | Ford Fiesta ST Line  | 3   | 5   | 1   | 3   | Ret | 4   | Ret | 5   | 2   |                | 159,2 |    |    |
| 4                                         | Ion Villar                           | Lurauto                | Mini Cooper          | 6   | 3   | 9   | 9   | 7   | 7   | 4   | 10  |     |                | 146   |    |    |
| 5                                         | Roberto Alonso Iker Lujambio         | Lurauto                | Mini Cooper          | 5   | 1   | 3   | Ret |     |     | 7   | 7   |     |                | 140   |    |    |
| 6                                         | Miguel Grande                        | Extremadura Rally Team | Ford Fiesta ST Line  | 1   | 2   | 2   | 4   | 5   | 2   | 5   | Ret |     |                | 136   |    |    |
| 7                                         | Marcelo Torres Sergio Torres         | Motor Club S.R. Pitius | Ford Fiesta ST Line  | 7   | 6   | 4   | 6   | 8   | 6   | 8   | Ret | 3   |                | 115,6 |    |    |
| 8                                         | Ricardo Marchesi                     | Lurauto                | Mini Cooper          | 6   | 3   | 6   | 8   | 10  | 8   |     |     |     |                | 114   |    |    |
| 9                                         | Santiago Arribas                     | Lurauto                | Mini Cooper          |     |     | Ret | DNS | 1   | 9   | 10  | 1   |     |                | 94    |    |    |
| 10                                        | Iñaki Beguiristain                   | Club Jarama Sport      | Suzuki Swift Cup     | 9   | 8   |     | Ret |     |     | 4   | 10  |     |                | 86    |    |    |
| 11                                        | Samuel Pineda                        | Chefo Sport            | Hyundai Getz Cup     | Ret | 4   |     |     | 3   | 10  |     |     |     |                | 70    |    |    |
| 12                                        | Germán Leal                          | Lurauto                | Mini Cooper          |     |     |     |     | 2   | 5   |     |     |     |                | 56    |    |    |
| 13                                        | Pedro José Herraiz                   | Club Jarama Sport      | Suzuki Swift Cup     | 9   | 8   | DNS | Ret |     |     |     |     |     |                | 56    |    |    |
| 14                                        | Iñaki Gesalaga                       | Lurauto                | Mini Cooper          |     |     |     |     | 6   | 3   |     |     |     |                | 48    |    |    |
| =                                         | Manolo Escribano                     | CD Plemar Sport        | Mini Cooper          |     |     |     |     |     |     | 3   | 6   |     |                | 48    |    |    |
| 16                                        | Eduardo Alonso                       | Lurauto                | Mini Cooper          |     |     |     |     |     |     | 10  | 1   |     |                | 46    |    |    |
| 17                                        | Luís M. García Jorge Espinosa        | Lurauto                | Mini Cooper          |     |     | 8   | 5   |     |     | 14  | 8   |     |                | 44    |    |    |
| 18                                        | Iñaki Yabar                          | Lurauto                | Mini Cooper          |     |     | 9   | 9   | 7   | 7   |     |     |     |                | 44    |    |    |
| 19                                        | Javier Jiménez Fco. J. Cortinas      | Chefo Sport            | Suzuki Swift Cup     | 10  | 11  |     |     |     |     |     |     |     |                | 44    |    |    |
| 20                                        | Diego Carluccio                      | Lurauto                | Mini Cooper          |     |     | 6   | 8   | 10  | 8   |     |     |     |                | 42    |    |    |
| 21                                        | Juan de Dios Gómez                   | CD Plemar Sport        | Mini Cooper          |     |     |     |     |     |     | Ret | 2   |     |                | 36    |    |    |
| 22                                        | Quique Bordás                        | Motor Club S.R. Pitius | Ford Fiesta ST Line  |     |     | 7   | 7   |     |     |     |     |     |                | 28    |    |    |
| 23                                        | Mikel Huarte                         | Lurauto                | Mini Cooper          |     |     | 10  | 10  | 9   | 12  |     |     |     |                | 24    |    |    |
| 24                                        | Marcelo Abad                         | Moto Club Igualada     | Ford Fiesta ST Line  | 8   | 9   | 5   | Ret |     |     |     |     |     |                | 20    |    |    |
| 25                                        | Fernando Gómez Carlos de Miguel Egea | Lurauto                | Mini Cooper          |     |     |     |     |     |     | 6   | Ret |     |                | 16    |    |    |
| 26                                        | José Manuel Alonso Héctor Ares       | Lurauto                | Mini Cooper          |     |     |     |     |     |     | 12  | 9   |     |                | 12    |    |    |
| =                                         | Aitor Alcat                          | Lurauto                | Mini Cooper          |     |     |     |     | 9   | 12  |     |     |     |                | 12    |    |    |
| 28                                        | Ainara Agurretxe                     | Lurauto                | Mini Cooper          |     |     | 10  | 10  |     |     |     |     |     |                | 12    |    |    |
| 29                                        | Juan Colin Juan I. Eguiara           | Lurauto                | Mini Cooper          |     |     |     |     |     |     | 9   | 13  |     |                | 11    |    |    |
| 30                                        | Alberto Cánovas Mario Herráiz        | Lurauto                | Mini Cooper          |     |     |     |     |     |     | 11  | 11  |     |                | 10    |    |    |
| 31                                        | Martín Lombardini                    | Desguaces La Torre     | Ford Fiesta ST Line  | 4   | Ret | Ret | DNS | 11  | 11  |     |     |     |                | 10    |    |    |
| 31                                        | Rafael Cid José E. Ruiz              | Lurauto                | Mini Cooper          |     |     |     |     |     |     | 13  | 12  |     |                | 7     |    |    |
| Pilotos no aptos para puntuar ni bloquear |                                      |                        |                      |     |     |     |     |     |     |     |     |     |                |       |    |    |
|                                           | Vicente Vallés                       | Desguaces La Torre     | Ford Fiesta ST Line  | 2   | 7   |     |     |     |     |     |     |     |                |       |    |    |
|                                           | Rafael Camacho                       | Desguaces La Torre     | Ford Fiesta ST Line  | 4   | Ret |     |     |     |     |     |     |     |                |       |    |    |
|                                           | Antonio Villaescusa                  | Moto Club Igualada     | Ford Fiesta ST Line  | 8   | 9   |     |     |     |     |     |     |     |                | 28    |    |    |
|                                           | Iván Segura                          | Desguaces La Torre     | Ford Fiesta ST Line  | Ret | 10  |     |     |     |     |     |     |     |                |       |    |    |

- Los participantes en la Copa Pura Pasión no puntuaron en la primera ronda para el Open Michelin pero si para la clasificación final de la Clase 3.

### Pura Pasión Cup
Sistema de puntuación
| Posición | 1º | 2º | 3º | 4º | 5º | 6º | 7º | PP | VR |
| -------- | -- | -- | -- | -- | -- | -- | -- | -- | -- |
| Puntos   | 40 | 35 | 30 | 28 | 25 | 22 | 20 | 3  | 3  |

Se coje el mejor resultado de cada ronda. Los pilotos que no finalizan la carrera (R) puntúan igualmente.
Resultados
| Pos | Piloto                       | Escudería              | NAV | NAV | ARA | ARA | CRT | CRT | JAR | JAR | CAT | Retención  | Pts |
| --- | ---------------------------- | ---------------------- | --- | --- | --- | --- | --- | --- | --- | --- | --- | ---------- | --- |
| 1   | José A. Chicoy               | Desguaces La Torre     | 6 R | 7 R | 7 R | 2   | 6 R | 1   | 2   | 1   | 1   | (194 - 22) | 172 |
| 2   | Rubén Sabater                | Desguaces La Torre     |     |     | 6 R | 1   | 1   | 6 R | 1   | 2   | 4   |            | 158 |
| 3   | Ángel Lafuente               | Desguaces La Torre     | 2   | 2   | 1   | 3   | 5 R | 3   | 4 R | 3   | 2   | (170 - 30) | 140 |
| 4   | Marcelo Torres Sergio Torres | Motor Club S.R. Pitius | 4   | 3   | 3   | 5   | 3   | 4   | 3   | 4 R | 3   | (150 - 30) | 120 |
| 5   | Miguel Grande                | Extremadura Rally Team | 1   | 1   | 2   | 4   | 2   | 2   |     |     |     |            | 116 |
| 6   | Marcelo Abad                 | Moto Club Igualada     | 5   |     | 4   | 7 R |     |     |     |     |     |            | 50  |
| 7   | Martín Lombardini            | Desguaces La Torre     |     | 6 R | 8 R | DNS | 4   | 5   |     |     |     |            | 50  |
| 8   | Rafael Camacho               | Desguaces La Torre     | 3   |     |     |     |     |     |     |     |     |            | 30  |
| 9   | Antonio Villaescusa          | Moto Club Igualada     |     | 4   |     |     |     |     |     |     |     |            | 28  |
| 10  | Quique Bordas                | Motor Club S.R. Pitius |     |     | 5   | 6   |     |     |     |     |     |            | 25  |
| 11  | Iván Segura                  | Desguaces La Torre     | 7 R | 5   |     |     |     |     |     |     |     |            | 25  |